# オクテン

1-オクテン

オクテン(Octene)は、C8H16という分子式を持つアルケンである。いくつかの異性体が知られている。鎖の中の二重結合の配置と幾何により、いくつかの異性体が存在する。
最も単純な異性体は、ポリエチレンの共単量体として用いられるα-オレフィンの1-オクテンである。イソブテンと1-ブテンの重合によって、オクテンの様々な有益な構造異性体が得られる。これらの分岐アルケンは、フェノールのアルキル化に用いられ、洗剤の原料となる。